# شدت
شدت یا درتَنویی (به انگلیسی: Intensity) در فیزیک به معنی مقدار توان جابه‌جا شده در واحدِ مساحت می‌باشد و از راهِ سطحی مفروض و عمود بر جهتِ انتشار عبور می‌کند. در سیستم اس آی یا دستگاه بین‌المللی یکاها؛ یکایِ شدت، وات بر متر مربع (W/m2) می‌باشد.
معمولاً با امواجی همچون صدا یا نور استفاده می‌شود. شدت همچنین می‌تواند در مواقعی که انرژی انتقال می‌یابد، کاربرد داشته باشد. برای نمونه، می‌توان شدتِ انرژی جنبشی فواره‌های آبیاری را محاسبه کرد.

## شرح ریاضی
اگر منبع انرژی در تمام جهات انرژی گسیل کند (معادله موج) و هیچ انرژی جذب یا پراکنده نشود، سپس شدت نسبت به میزان فاصله از منبع میدان کاهش می‌یابد. (شدت با فاصله نسبت عکس دارد) این مثالی از قانون عکس مجذور است.
با استفاده از قانون پایستگی انرژی، در صورتی که قدرت منشأ مقداری ثابت باشد:
{\displaystyle P=\int \mathbf {I} \,\cdot \mathrm {d} \mathbf {A} },
P قدرت گسیل شده، I شدت به عنوان تابعی از مکان و dA دیفرانسیل یک سطح نزدیک که شامل منبع می‌باشد است.